# Municipio de Rosefield (Dakota del Sur)
El municipio de Rosefield (en inglés: Rosefield Township) es un municipio ubicado en el condado de Turner en el estado estadounidense de Dakota del Sur. En el año 2010 tenía una población de 183 habitantes y una densidad poblacional de 1,94 personas por km².

## Geografía
El municipio de Rosefield se encuentra ubicado en las coordenadas 43°23′11″N 97°20′26″O / 43.38639, -97.34056. Según la Oficina del Censo de los Estados Unidos, el municipio tiene una superficie total de 94.19 km², de la cual 94,19 km² corresponden a tierra firme y (0 %) 0 km² es agua.

## Demografía
Según el censo de 2010, había 183 personas residiendo en el municipio de Rosefield. La densidad de población era de 1,94 hab./km². De los 183 habitantes, el municipio de Rosefield estaba compuesto por el 96,17 % blancos, el 1,64 % eran afroamericanos, el 0,55 % eran amerindios y el 1,64 % eran de una mezcla de razas. Del total de la población el 0 % eran hispanos o latinos de cualquier raza.